# Marienberg (Saxe)
Pour les articles homonymes, voir Marienberg.
Marienberg est une ville de Saxe (Allemagne), située dans l'arrondissement des Monts-Métallifères.

## Évolution démographique
| Année      | 1697  | 1815  | 1834  | 1982   | 1998   | 2006   |
| ---------- | ----- | ----- | ----- | ------ | ------ | ------ |
| Population | 2 500 | 3 387 | 3 684 | 17 505 | 15 670 | 14 005 |

## Quartiers
| - Ansprung - Dörfel - Gebirge - Gelobtland - Grundau - Hüttengrund | - Kühnhaide - Lauta - Lauterbach - Niederlauterstein - Pobershau - Reitzenhain | - Rittersberg - Rübenau - Satzung - Sorgau - Zöblitz |

## Histoire
| Appartenances historiques Duché de Saxe 1521-1547 Électorat de Saxe 1547-1806 Royaume de Saxe 1806–1918 République de Weimar 1918–1933 Reich allemand 1933–1945 Allemagne occupée 1945–1949 République démocratique allemande 1949–1990 Allemagne 1990–présent |

La ville est fondée en 1521 comme colonie minière à côté du village mediéval déserté Schletta.

## Personnalités
- David Pohle, compositeur baroque né à Marienberg en 1624

## Jumelage
- Lingen (Allemagne)
- Bad Marienberg (Westerwald) (Allemagne)
- Most (Tchéquie)
- Dorog (Hongrie)

## Patrimoine

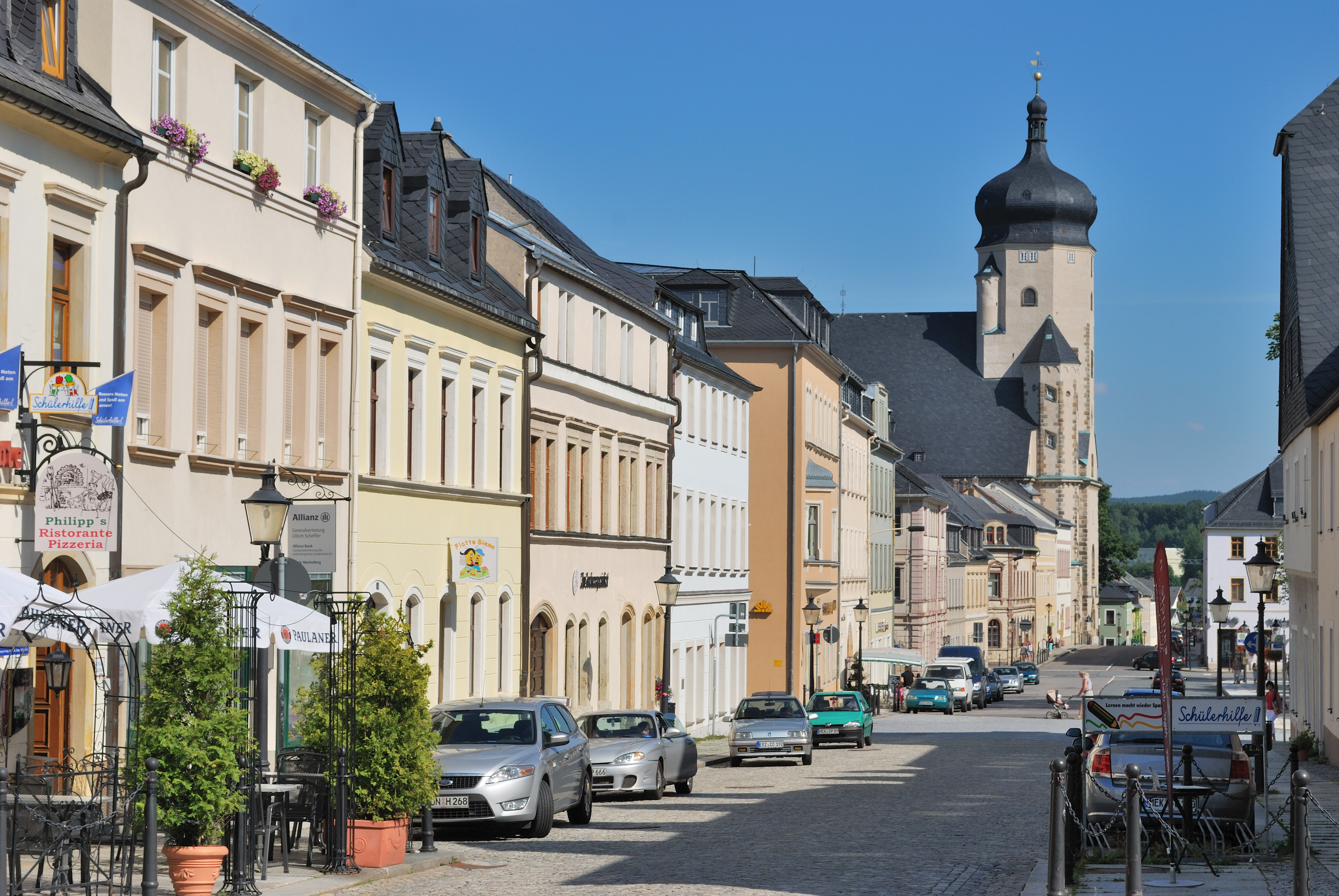
Marienberg, la Zschopauer Straße et l'église St. Marien.
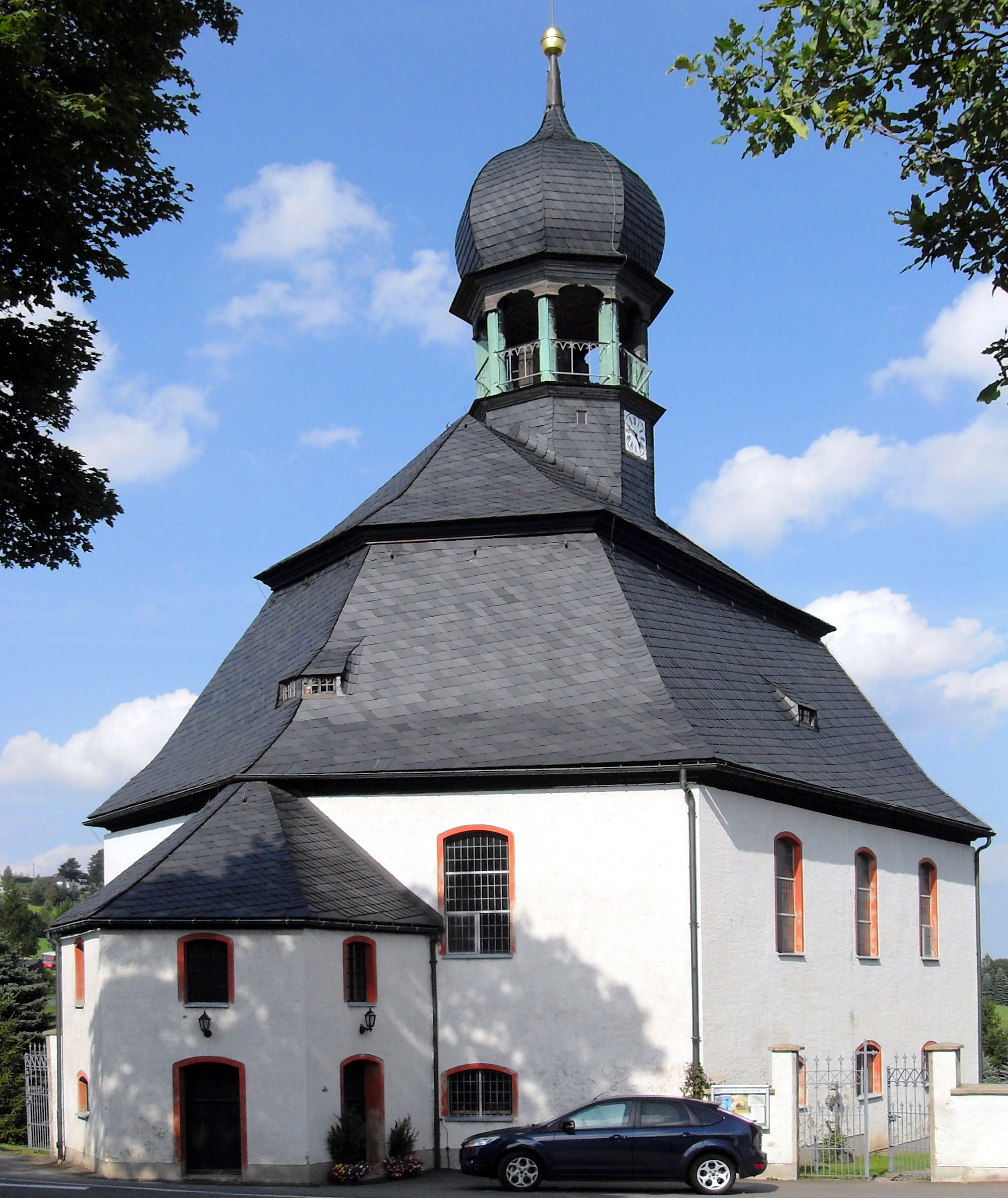
L'église à Marienberg-Rübenau.
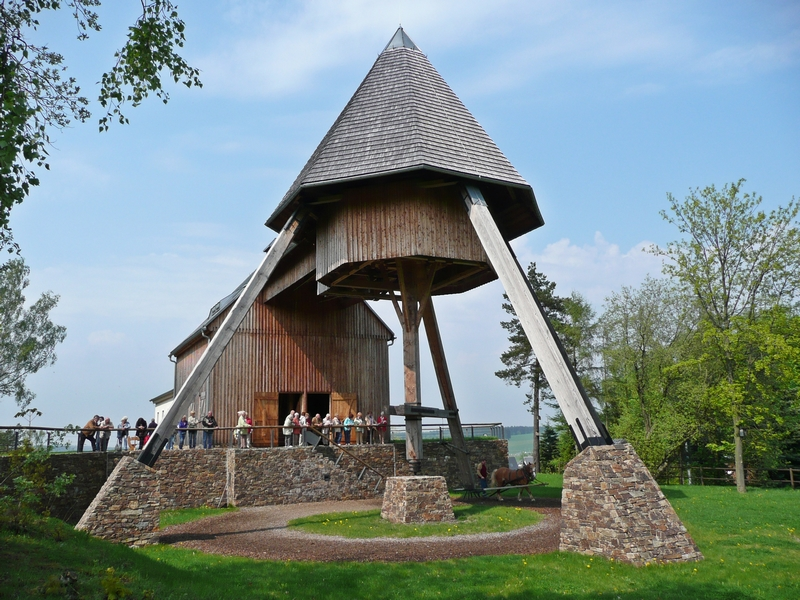
Reconstitution d'un baritel à Lauta.
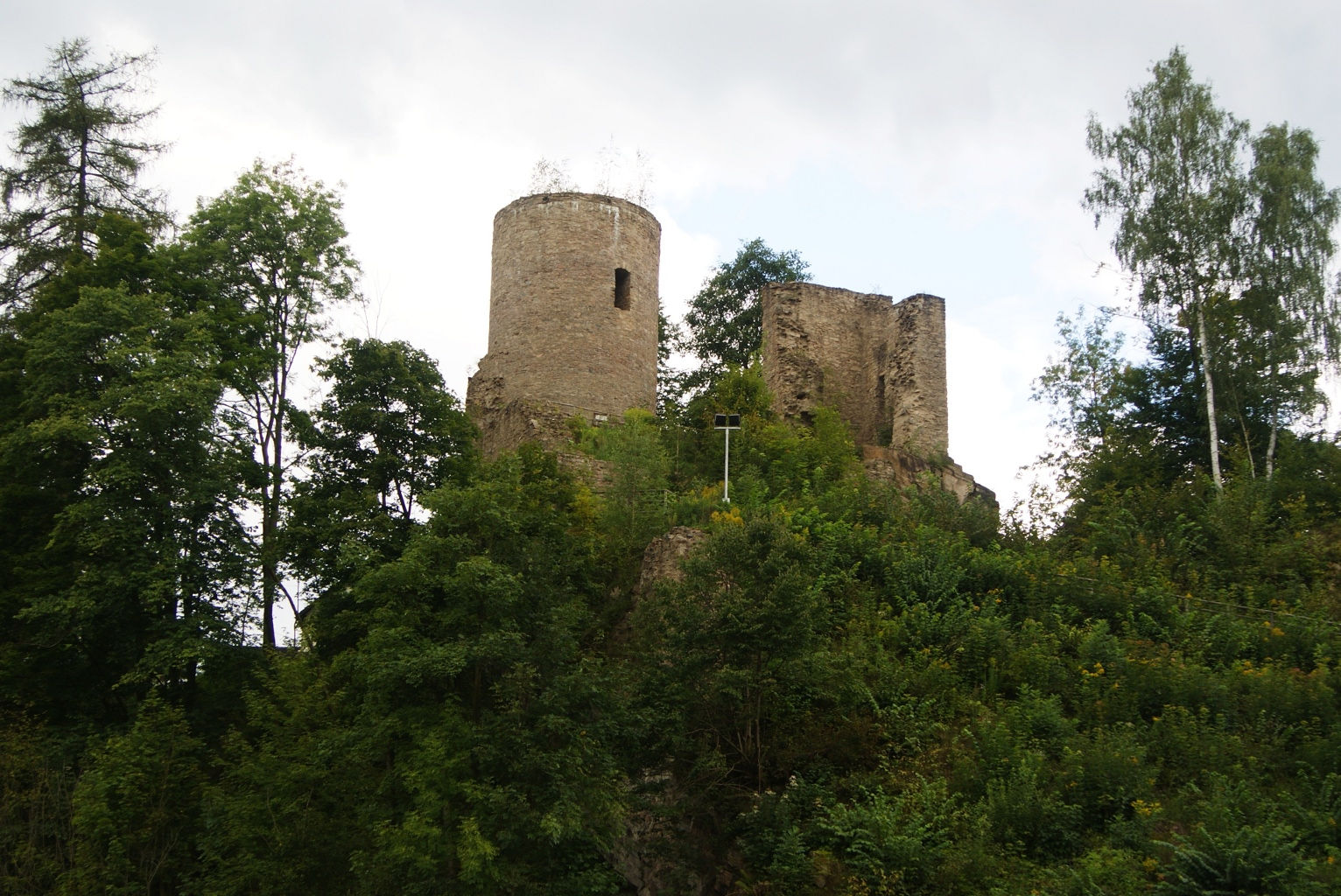
Ruines du château de Lauterstein.